# Meix-devant-Virton
Meix-devant-Virton ist eine belgische Gemeinde im Arrondissement Virton der Provinz Luxemburg.
Sie liegt im Gaume, einer historischen Landschaft Belgiens.

## Ortsteile
Zur Gemeinde gehören neben Meix-devant-Virton die Ortsteile Gérouville, Robelmont, Sommethonne und Villers-la-Loue.

## Söhne und Töchter
- André Jacques (1908–1997), belgischer Ordensgeistlicher, Bischof von Boma, geboren in Robelmont
- René Bourgeois, Villers-la-Loue (Meix-devant-Virton) 21. September 1910 – Saint-Josse-ten-Noode 23. Juli 1995; Lehrer, Senator (FDF)